# Wilhelm Achill von Westerholt
Wilhelm Achill Graf von Westerholt (* 1806 im Schloss Schwansbell; † 1854) war bis 1813 Domherr in Münster.

## Leben

### Herkunft und Familie
Wilhelm Achill Graf von Westerholt entstammte dem westfälischen Uradelsgeschlecht von Westerholt. Sein Vater war Maximilian Friedrich Graf von und zu Westerholt-Gysenberg (1772–1854), seine Mutter Fürstin Friederike von Bretzenheim (1771–1816). Sein Großvater Ludolf Friedrich Adolf von Boenen (1747–1828) hatte bei seiner Heirat mit Wilhelmine Friderike Franziska Anna Freiin von und zu Westerholt und Gysenberg (1757–1820) den Namen seiner Frau angenommen. Er wurde 1790 in den Reichsgrafenstand erhoben. Wilhelm Achills Onkel Wilhelm von Westerholt (1782–1852) war preußischer Landrat.

### Wirken
Wilhelm Achill erhielt im Jahre 1808 vom Großherzog von Berg nach dem Verzicht seines Onkels Wilhelm von Westerholt die freigewordene Dompräbende in Münster. Er war der einzige neue Domherr aus der Zeit der französischen Herrschaft. Im Jahre 1813, als die Franzosen abgezogen waren, wurde er nicht mehr als zum Domkapitel gehörig angesehen. Wilhelm Achill schlug im Jahre 1824 eine Militärlaufbahn ein und war zuletzt preußischer Lieutenant. 1829 stürmte Wilhelm Achill im völlig betrunkenen Zustand nachts mit anderen Soldaten ein Haus in Düsseldorf, dessen Bewohner, darunter eine schwangere Frau, stark misshandelt wurden. Maximilian von Westerholt versuchte vergeblich zu erreichen, dass sein Sohn als unbeteiligt dargestellt wurde. Zeugenaussagen belegten das Gegenteil. So musste Wilhelm Achills Vater Schmerzens- und Schweigegelder zahlen sowie die Arztkosten der Opfer tragen. Im Jahre 1840, nachdem er aus der preußischen Armee ausgeschieden war, beleidigte er einen Gutsbesitzer, um sich mit ihm zu duellieren. Statt des Duells kam es zu einem Prozess, den der Gutsbesitzer gewann und dessen Urteil Wilhelm Achill mit einer Geldbuße belegte.